# Rixheim
Rixheim – miejscowość i gmina we Francji, w regionie Grand Est, w departamencie Górny Ren.
Według danych na rok 1990 gminę zamieszkiwało 11 669 osób, 597 os./km².
Urodził tu się wikariusz apostolski Północnego Zanguebaru i Zanzibaru Emile-Auguste Allgeyer.